# РА2

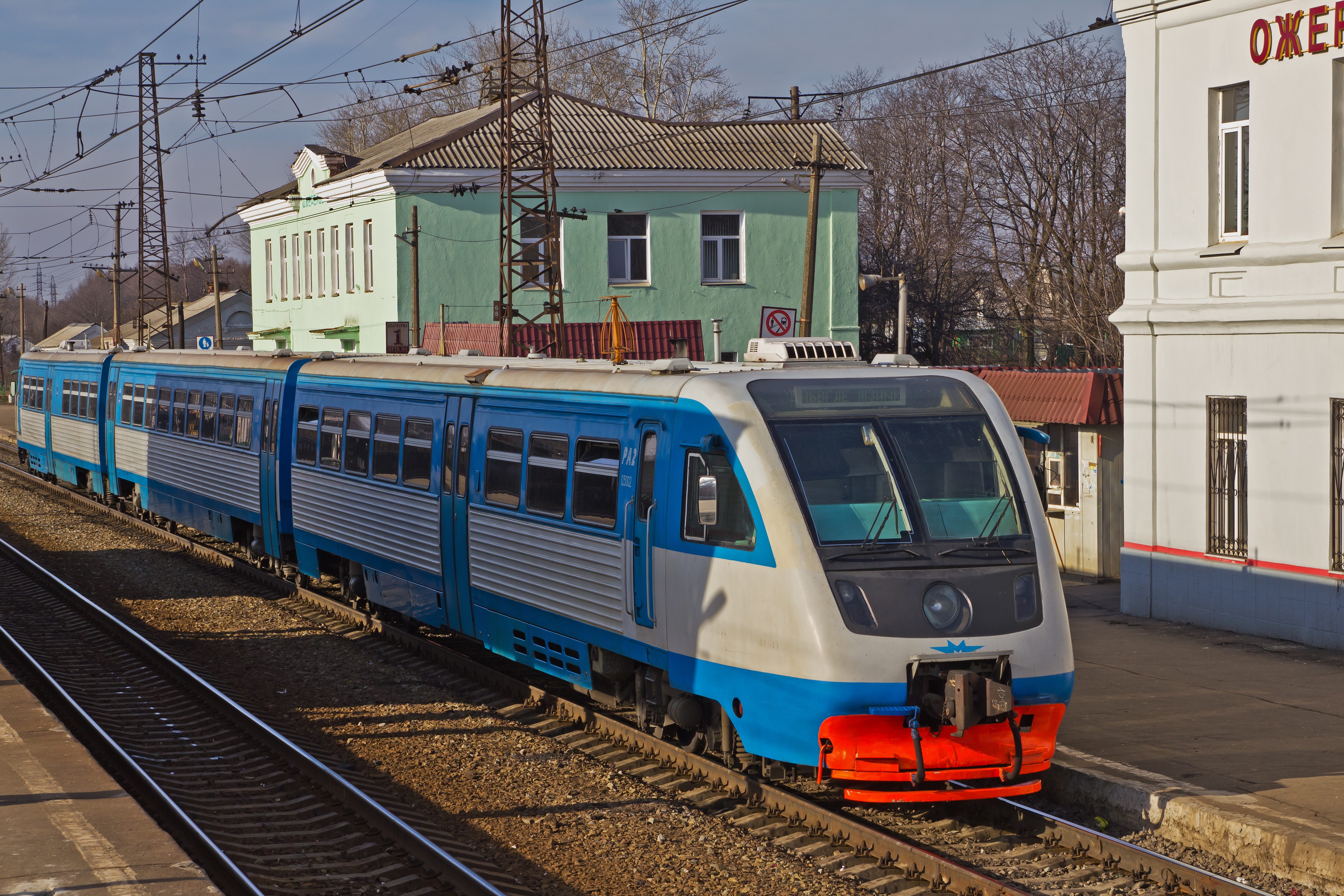

РА2 — рейковий автобус, тип 2. Також позначається, як модель 750. Випускається заводом «Метровагонмаш». На відміну від РА1, краще відповідає визначенню «дизель-поїзд», оскільки використовується вже у складі від двох до чотирьох вагонів. Але при цьому, як і РА1, він офіційно класифікується як «рейковий автобус», навіть незважаючи на те, що більшість фахівців вважають це визначення менш коректним, ніж «автомотриса» або «дизель-поїзд».

## Характеристики
- Місць у головному вагоні — 68 чол.
- Місць у причіпному вагоні — 86 чол.
- Максимальна місткість трьохвагонного складу — 600 чол.
- Маса головного вагона — 44 т
- Маса причіпного вагона — 43 т
- Конструкційна швидкість — 100 км/год
- Потужність одного дизеля — 315 кВт (дизель в кожному головному вагоні)
- Габарит — 1ВМ
- Ширина вагона — 3140 мм

## Галерея

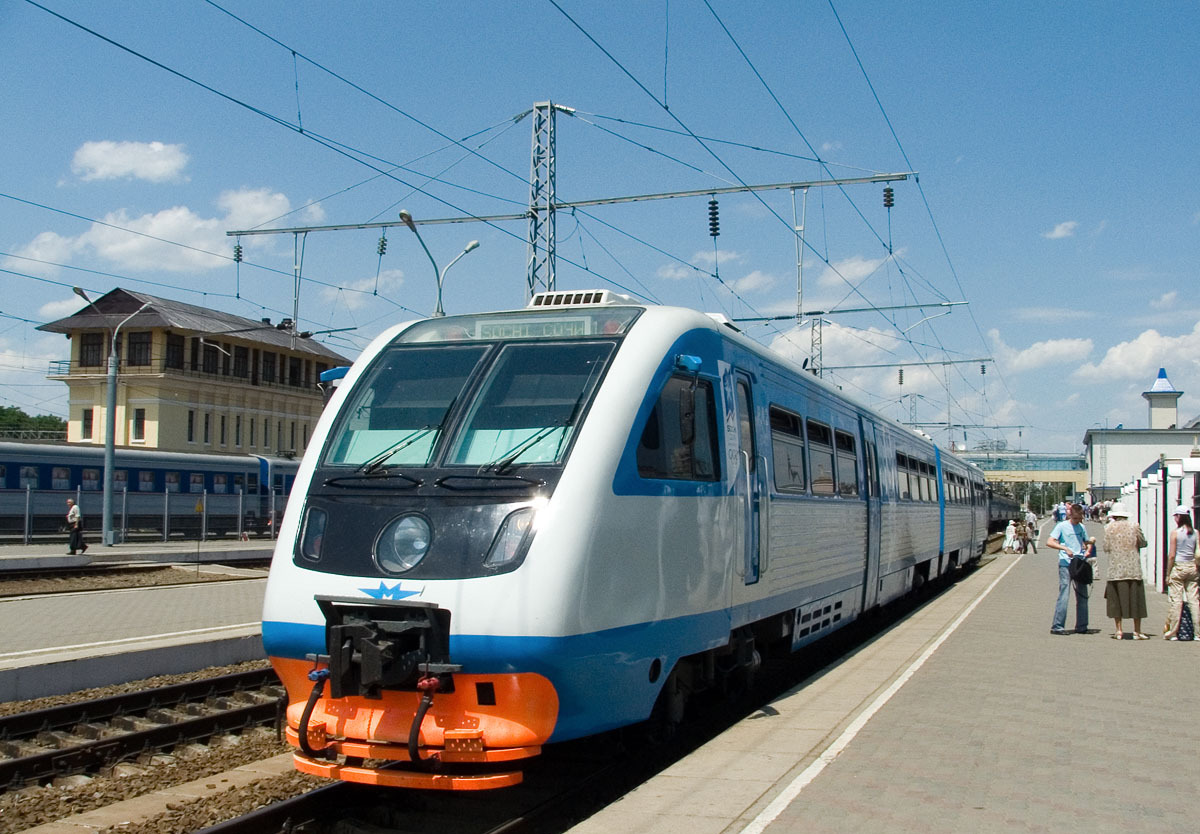
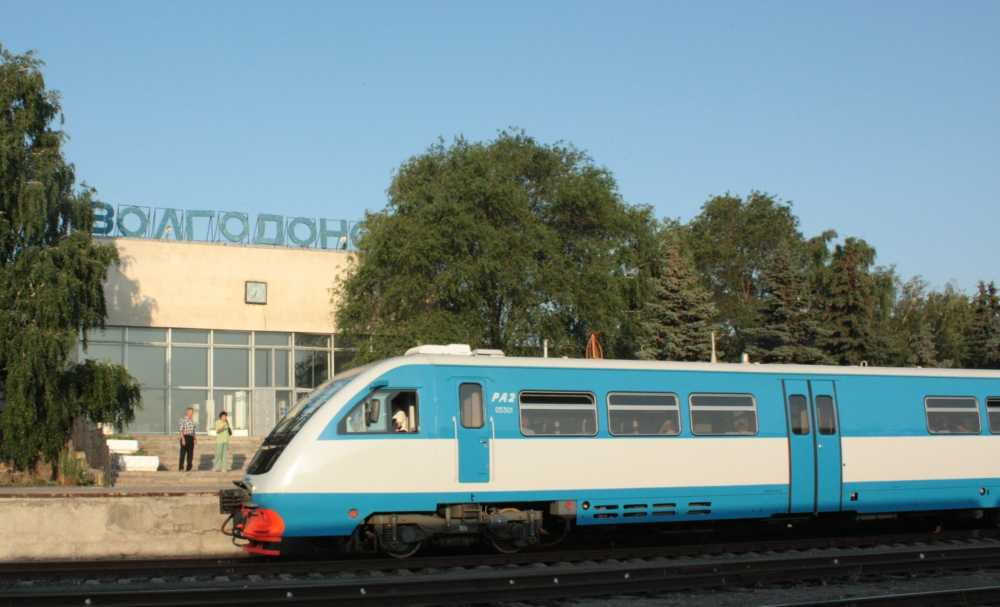
вид збоку на РА2
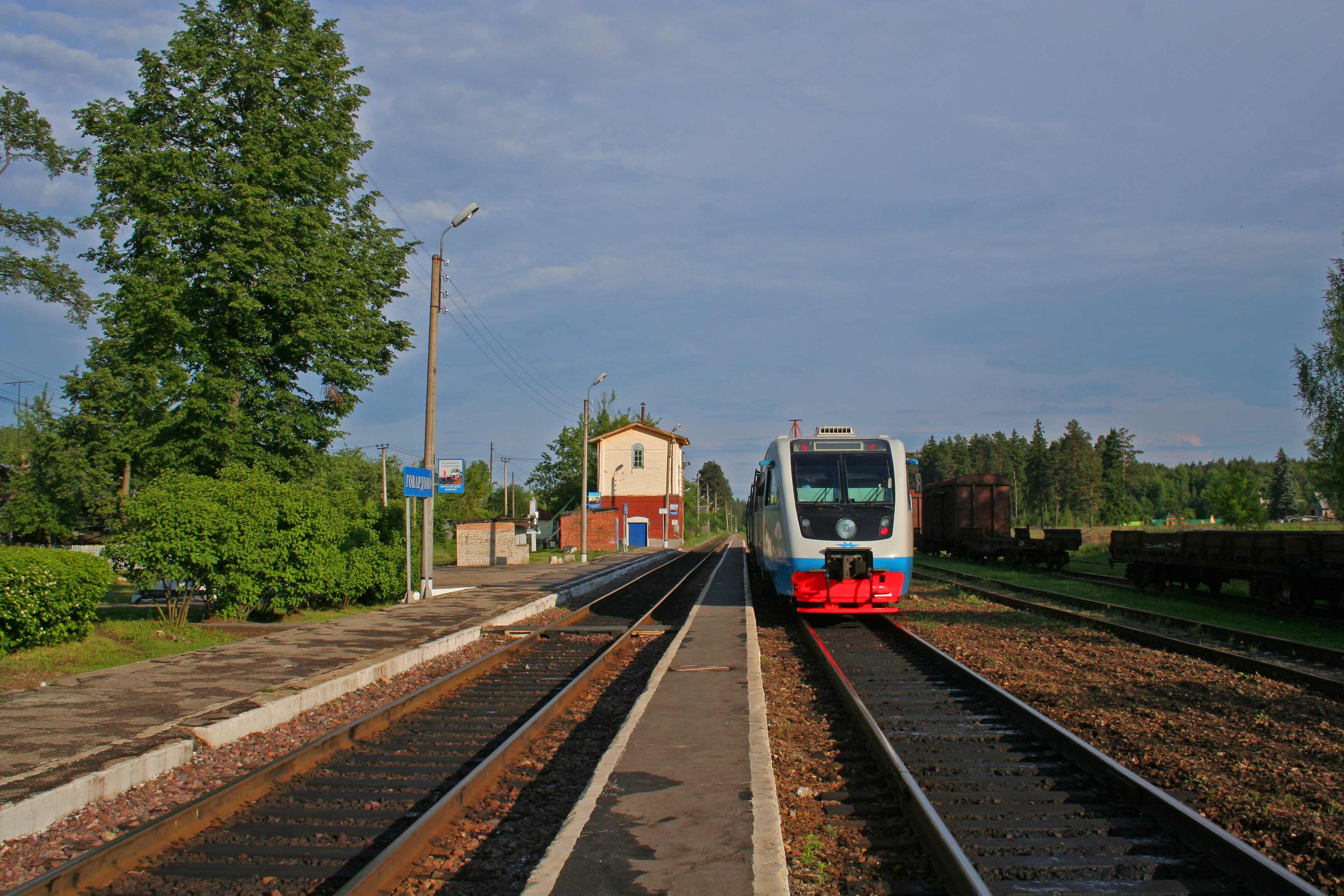
вид зпереду на РА2
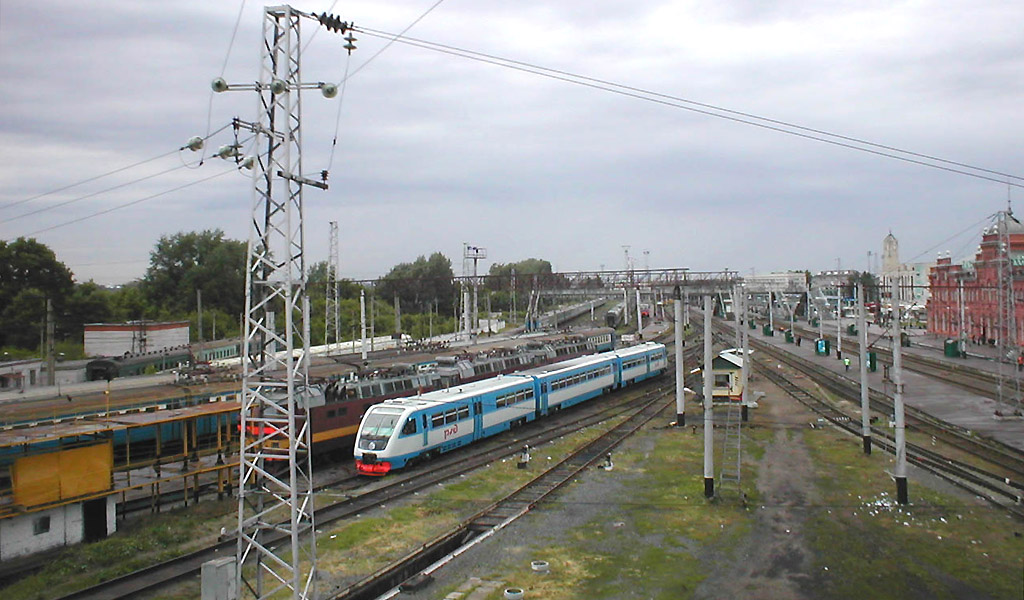
3-вагонний РА2 (на вокзалі в Казані)
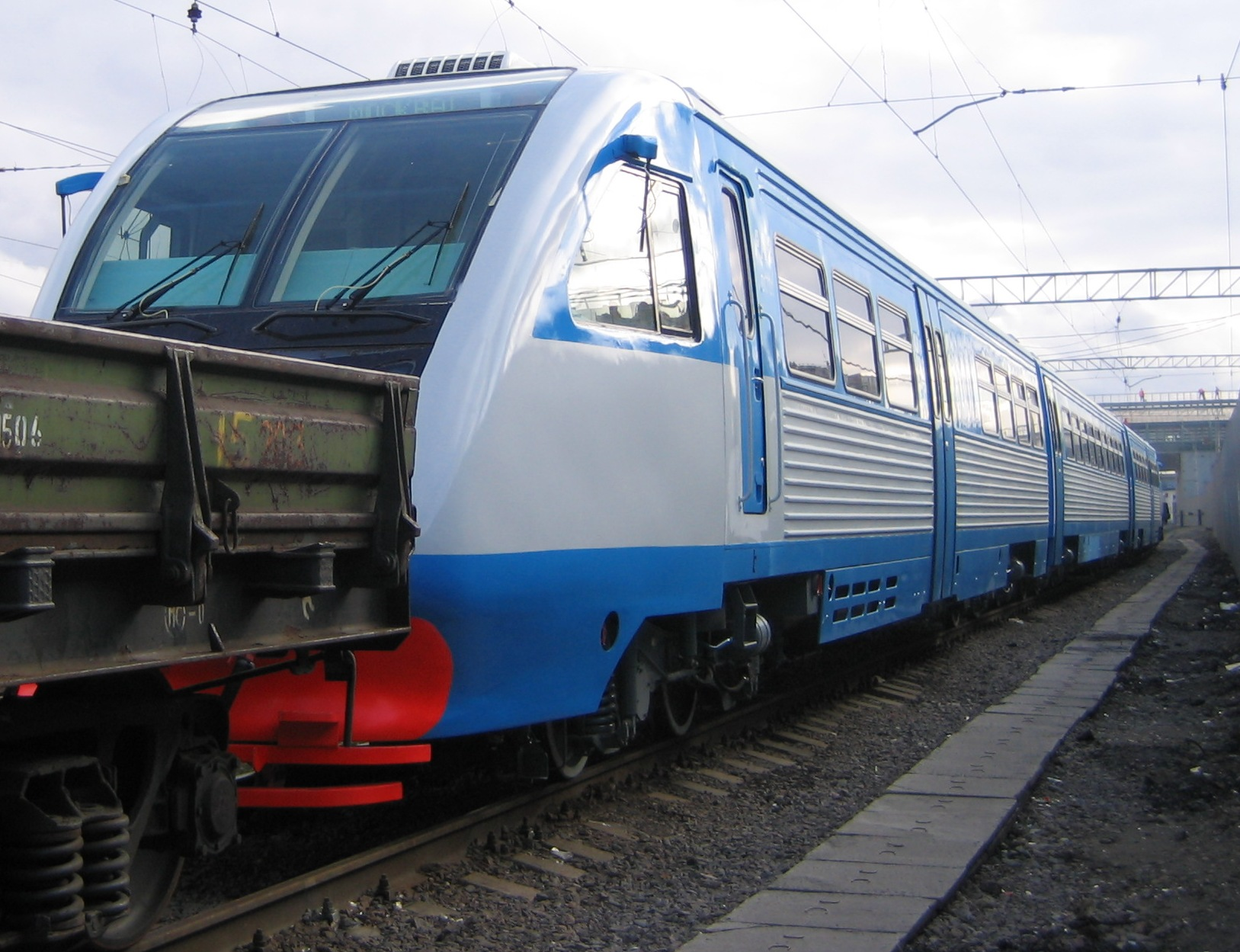
Несамохідне транспортування РА2 з заводу